# Sisyra afra
Sisyra afra är en insektsart som beskrevs av Douglas E. Kimmins 1935. Sisyra afra ingår i släktet Sisyra och familjen svampdjurssländor. Inga underarter finns listade i Catalogue of Life.